# Выбити
Вы́бити — деревня в Солецком районе Новгородской области, административный центр Выбитского сельского поселения. Деревня расположена у реки Колошка (правый приток Шелони), в 10 километрах к юго-востоку от административного центра района — города Сольцы, расположенного на автодороге Р48.
В прошлом — усадьба князей Васильчиковых, от которой сохранился парк XVIII века площадью 60 га с ценными породами деревьев.
| 2010 |
| ---- |
| 882  |

## Этимология
По местной легенде название деревни происходит от глагола «выбивать», так как здесь в Средние века «выбивали» рыцарей Тевтонского ордена. Считается также, что подобным образом имя получили близлежащие деревни У́ползы, У́гоща (ныне составляющая часть Выбити) и Кук, то есть в Угоще врагов угощали, в Выбити выбивали, в Уползах они уползали, а на Куку — куковали.
Есть другая версия происхождения названий этих деревень. Когда литовцы совершали очередной свой набег, они окружили нашу дружину возле одного из поселений. Ночью
дружинники выслали разведку, которая перекликалась «кукушкиными» звуками. Отсюда и пошло — деревня Кук. Потом по тропе, обнаруженной разведкой, воины ползком пробрались на новую позицию (где впоследствии появилась деревенька Уползы), выбили супостата (Выбити), а затем угостились на пиру в честь победы (Угоща).
По ещё одной версии войска Александра Невского потерпели от тевтонцев тяжелое поражение недалеко от деревни и потеряли убитыми (выбитыми )много людей.

## Усадьба Васильчиковых
До Октябрьской революции усадьба Выбити принадлежала князьям Васильчиковым. Шталмейстер Борис Васильчиков, псковский губернатор (1900—03), родился в Выбити в 1860 году в семье князя Александра Иларионовича Васильчикова — предводителя дворянства Новгородской губернии в 1851—1854 гг., затем члена Новгородского губернского присутствия по крестьянским делам.
В советский период имение превратилось в центральную усадьбу совхоза им. В. И. Ленина. В марте 1920 года имение «Выбити» объявлено памятником быта, подлежащим охране, и здесь организован один из трёх музеев быта в Новгородской губернии, а в 1975 году усадебный комплекс был объявлен памятником архитектуры и садово-паркового искусства XVIII—XIX веков и взят под охрану государства.

## Выбити в советский период
В 1918 году был создан совхоз «Выбити». В 1924 году, после смерти В. И. Ленина служащие совхоза на траурном собрании постановили изготовить венок и послать делегацию на похороны вождя. За короткий срок венок из листьев живой пальмы, ветвей лавра и других растений, взятых в совхозной оранжерее, сделал садовник Василий Иванович Юркунс. К венку прикрепили лист бумаги с траурной каймой, на котором написали слова скорби. Неизвестно, кто возил венок в Москву, но его фотография сохранилась, и в 1968 и 1977 годах была опубликована в районной газете.
В совхозе действовал политотдел, где по его инициативе была построена электростанция, открыты столовая и радиоузел, организован выпуск многотиражки.
Уже в последние дни июня 1941 Солецкая земля ощутила дыхание войны. Вскоре на этой территории развернулись активные боевые действия. Совхоз «Выбити» фашисты превратили в своё государственное имение. Дважды в неделю население ближайших деревень принудительно сгоняли на работы в имение. Люди выходили затемно и работали под присмотром солдат до 22 часов. Никакой заработной платы не полагалось. За невыход на работу староста избивал виновного и сажал под арест на несколько суток.
|                                       |                          |
| Дореволюционное фото господского дома | Руины дома Васильчиковых |

## Современность
Имение князей Васильчиковых находится в разрушенном состоянии. В парке находится деревенский дом культуры и библиотека. В деревне также есть школа, амбулатория и несколько магазинов.